# Тугаево (Буздякский район)
Тугаево (баш. Туғай) — село в Буздякском районе Башкортостана, входит в состав Сабаевского сельсовета.

## История
Село образовано в 1928 году переселенцами из села Сабаева.

## Население
| 2002 | 2009 | 2010 |
| ---- | ---- | ---- |
| 321  | ↘306 | ↘300 |

Согласно переписи 2002 года, татары составляли 56 % населения, башкиры — 42 %.

## Географическое положение
Находится на отрогах Бугульминско-Белебеевской возвышенности, на берегу реки Идяш, левого притока реки Чермасан.
Расстояние до:
- районного центра (Буздяк): 50 км,
- центра сельсовета (Сабаево): 5 км,
- ближайшей ж/д станции (Буздяк): 50 км

## Образование
В селе имеется основная общеобразовательная школа.